# МТ-Т
МТ-Т «Еней» (Виріб 429АМ) — важкий багатоцільовий гусеничний транспортер-тягач. Призначений для транспортування різних вантажів у кузові та буксирування артсистем або причепів в умовах бездоріжжя. Створений з використанням елементів шасі танка Т-64.

## Конструкція

### Корпус
Корпус МТ-Т являє собою суцільнозварну коробку несучої конструкції, закритою пластілом. У передній частині корпусу розташована кабіна, в середній частині моторно-трансмісійного відділення, а в кормовій частині — кузов. Кабіна по конструкції — каркасна, з несучою зовнішньою обшивкою, металічна, повністю герметизированная, дводверна, з двома люками на даху. Кузов відкритого типу, зварний, з відкидним заднім бортом і чотирма відкидними сидіннями. Кузов транспортера устатковувався світловою сигналізацією, переговорними пристроями і міг закриватися тентом з брезентової тканини.

### Двигун і трансмісія
У МТ-Т встановлено V-подібний 12-циліндровий чотиритактний багатопаливний швидкохідний рідинного охолодження з безпосереднім впорскуванням палива в наддув дизельний двигун В-46-4 потужністю 710 к.с..

### Ходова частина
Ходова частина МТ-Т максимально уніфікована з танком Т-64 і складається з семи пар опорних котків з внутрішньою амортизацією і чотирьох пар підтримуючих котків. У задній частині машини перебувають напрямні колеса, в передній — ведучі. Гусениці — металева дрібноланкова з парралельно гумово-металевим шарніром, складається з 87 траків з'єднаних скобами і гребенями. Підвіска МТ-Т — незалежна торсіонна.

### Технічні характеристики
- Маса заправленої машини, 25 т
- Максимальна сила тяги на гаку, 25 т
- Максимальна швидкість по шосе 65 км/год
- Мінімальна швидкість 4 км/год
- Середня швидкість по сухій ґрунтовій дорозі 34-40 км/год, заднім ходом 4,5 км/год
- Запас ходу по паливу 500 км
- Витрата палива на 100 км шляху 260—330 л
- Лебідка: тягове посилення 25 т
- Довжина троса 100 м
- Середній питомий тиск на ґрунт, з вантажем 12,5 т в кузові — 0,75, без вантажу в кузові — 0,5
- Максимальна глибина подоланого броду 1,3 м
- Максимальний подоланий кут підйому (спуску) 32°
- Діапазон робочих температур навколишнього повітря, від −45 до +40 ° С

## Машини на базі МТ-Т
- Шляхопрокладач БАТ-2
- Інженерна машина для копання котлованів МДК-3